# Валенсія (Мале)
Клаб Валенсія (англ. Club Valencia, мальд. ކްލަބް ވެލެންސިޔާ) — мальдівський футбольний клуб з міста Мале. До 2023 року клуб грав у Прем'єр-лізі Мальдівів, найвищій лізі мальдівського футболу.

## Історія
Ідея створення футбольного клубу під назвою «Валенсія» виникла наприкінці 1970-х років у гравців команд із синьою і золотистою формою, які брали участь у дитячому футбольному турнірі, організованому Національною академією спорту. Перші дві назви, запропоновані уряду для затвердження як назви клубу, були «Молодіжний рух відпочинку» та «Джувеніл Валенсія Атлетіко»; обидві назви були відхилені. Третя назва, «Клаб Валенсія», була затверджена урядом.
Президентом клубу з 2015 року є Адхіл Джаліл.

## Титули і досягнення
- Переможець Мальдівської ліги: 2001, 2002, 2003, 2004, 2008[1]
- Володар Кубка Мальдівів: 1988, 1995, 1999, 2004, 2016
- Володар Кубка володарів кубків Мальдівів: 1998, 2004, 2007
- Володар Кубка ПОМІС: 1992, 1996, 2001[2]
- Володар Суперкубка Мальдівів: 2009